# اندرو وایبرکت
اندرو وایبرکت (انگلیسی: Andrew Weibrecht؛ زادهٔ ۱۰ فوریهٔ ۱۹۸۶) اسکی‌باز آلپاین اهل ایالات متحده آمریکا است.